# Supremo Consiglio Islamico Iracheno
Il Supremo Consiglio Islamico Iracheno (Arabo المجلس الأعلى الإسلامي العراقي, al-Majlis al-aʿlā al-islāmī al-ʿirāqī, abbreviato spesso in ISCI o SIIC), è un partito politico iracheno che raccoglie i propri consensi dalla comunità musulmana sciita.
Fino all'11 maggio 2007 la sua denominazione era Consiglio Supremo per la Rivoluzione Islamica in Iraq (Arabo  المجلس الأعلى للثورة الإسلامية في العراق, al-Majlis al-aʿlā li-l-thawra al-islāmiyya fī l-ʿIrāq, il cui acronimo SCIRI deriva dall'espressione inglese Supreme Council for the Islamic Revolution in Iraq).
Dopo l'assassinio nell'agosto 2003 del suo leader storico (l'ayatollah Muhammad Baqir al-Hakim) il partito è stato capeggiato da suo fratello, Abd al-Aziz al-Hakim. Il partito controllava una milizia armata nota col nome di Badr, che successivamente si è resa indipendente diventando il partito Organizzazione Badr.
Il SIIC è stata una componente fondamentale dell'Alleanza Irachena Unita (che raggruppava i partiti religiosi sciiti ed ha ottenuto la maggioranza relativa in entrambe le elezioni tenutesi in Iraq nel 2005). Alla morte di Abd al-Aziz al-Hakim nel 2009, la leadership del partito è passata al figlio di questi, Ammar al-Hakim.
Nel 2017, Ammar al-Hakim e la maggior parte dei deputati eletti del SCII (nella coalizione elettorale "Alleanza dei Cittadini" "Al-Muwatin"), hanno effettuato una scissione, fondando il Movimento Nazionale della Saggezza (al-Hikmah), per prendere maggiormente le distanze dai legami con la Repubblica Islamica.

## Storia
Lo SCIRI nacque durante la guerra Iran-Iraq quale gruppo di opposizione armata al dittatore iracheno Saddam Hussein e fu subito sostenuto dall'Iran, dove stabilì il proprio centro operativo. La sua fondazione risale al 1982, quando il Partito Islamico Da'wa fu fortemente indebolito per via di un fallito attentato contro Saddam Hussein. La principale differenza ideologica fra i due partiti era che lo SCIRI approvava le tesi dell'ayatollah iraniano Ruhollah Khomeini, secondo le quali il governo dovrebbe essere sottoposto all'autorità religiosa islamica; il partito al-Daʿwa invece appoggiava la tesi dell'ayatollah iracheno Muhammad Baqir al-Sadr, che sosteneva che il governo doveva essere controllato dall'intera comunità musulmana.
Nonostante le divisioni ideologiche, i legami col partito al-Daʿwa restarono forti, il che è significativo anche perché quest'ultimo gruppo fu a lungo considerato un gruppo terrorista dalle varie amministrazioni statunitensi . Ancor oggi non è chiaro se le attività terroristiche siano del tutto cessate. Ad esempio si sostiene da più parti che la milizia Badr (composta da numero di miliziani compreso fra 4.000 e 10.000) sia coinvolta in numerosi incidenti che vanno da episodi di pulizia etnica contro i sunniti all'uccisione di omosessuali .
Dopo l'invasione dell'Iraq del 2003 lo SCIRI ha raggiunto rapidamente un ruolo preminente nel Paese ed ha collaborato con gli altri partiti sciiti. Seguendo le orme di varie altre organizzazioni musulmane all'estero (ad es. Hamas ed i Fratelli Musulmani), lo SCIRI ha acquistato popolarità anche fornendo servizi sociali ed aiuto umanitario alla popolazione sciita del sud dell'Iraq. Si sostiene da più parti che il SCII/SCIRI e la sua milizia Badr ricevono denaro ed armi dall'Iran e che siano controllati dal governo di Teheran.
I capi del partito hanno sensibilmente ammorbidito la piattaforma originale del partito e hanno dichiarato di voler seguire una linea basata sulla cooperazione pacifica e la democrazia. Nel congresso tenuto il 10 e l'11 maggio 2007 il partito ha pure cercato di allentare i propri legami con l'Iran almeno a livello simbolico: oltre al cambiamento di nome (significativo per l'eliminazione del riferimento alla "rivoluzione islamica" iraniana), il partito ha deciso di adottare come autorità religiosa di riferimento l'ayatollah iracheno Ali al-Sistani, anziché l'ayatollah iraniano Ali Khamenei.
Il fondatore dello SCIRI, l'ayatollah al-Ḥakīm fu ucciso nella città santa di Najaf il 29 agosto 2003 da un'autobomba che esplose mentre egli stava lasciando la Moschea dell'Imam Alì e che uccise molti altri fedeli. Pare che l'attentato sia stato opera dei seguaci del movimento "al-Qa'ida in Iraq", allora capeggiato da Abu Mus'ab al-Zarqawi. Gli succedette il fratello.

## Politica
A livello nazionale il SCII/SCIRI si è presentato come componente dell'Alleanza Irachena Unita (che raggruppa gran parte dei partiti religiosi sciiti) in entrambe le elezioni tenutesi nel 2005 in Iraq; invece ha presentato liste autonome nelle elezioni per i consigli provinciali.
IL SIIC è il partito sciita più favorevole alla creazione di "confederazioni regionali" entro lo stato iracheno, nonostante molti sostengano che l'istituzione di queste confederazioni sarebbe una divisione de facto del Paese.
Nell'agosto 2009, il SCII si è allontanato dal Primo Ministro Nuri al-Maliki per formare una nuova coalizione elettorale sciita, l'Alleanza Nazionale Irachena, in luogo dell'Alleanza Irachena Unita. Tuttavia nel maggio 2010, successivamente alle elezioni tenutesi in marzo, l'Alleanza Nazionale Irachena si è riunita in una stessa coalizione di governo con la coalizione elettorale formata da Maliki, la Coalizione dello Stato di Diritto.
Nel processo di allontanamento dall'influenza iraniana per adottare una posizione più nazionalista, il SCII si è scisso dalle proprie milizie, le brigate Badr, che hanno formato un partito indipendente, Organizzazione Badr, filo-iraniano, ed ha formato nel 2014 delle altre milizie, "Saraya Ashura" e "Saraya Ansar al-Aqeeda".
Il SCII, sotto la guida di Ammar al-Hakim, ha formato nel marzo 2014 la coalizione elettorale "Alleanza dei Cittadini" (Al-Muwatin, ائتلاف المواطن), che ha ottenuto 28 seggi alle elezioni del 2014.

### Scissione
Nel luglio 2017, Ammar al-Hakim ha annunciato una scissione dal SCII, assieme ai deputati eletti nel 2014, per formare un nuovo "movimento nazionale non islamico", il Movimento Nazionale della Saggezza (al-Hikmah), maggiormente legato all'Iraq, prendendo le distanze dall'Ayatollah iraniano Ali Khamenei. Il nuovo partito ereditò dal SCII anche i principali asset, come la stazione TV "Al Forat" e la storica sede di Baghdad del partito.

## Principali figure del SCII/SCIRI
- Muhammad Baqir al-Hakim (fondatore e capo del partito dal 1982 al 2003)
- Abd al-Aziz al-Hakim (attuale capo del SIIC e fratello del fondatore del partito)
- Adil Abd al-Mahdi (Vicepresidente dell'Iraq)
- Hadi al-Amiri (Capo della milizia Badr e parlamentare)
- Baqir Jabr al-Zubaydi (ministro delle finanze)
- Riyad Gharib (ministro dei lavori pubblici)
- Mahmud al-Radi (ministro del lavoro e degli affari sociali)
- Akram al-Hakim (ministro per il dialogo)
- Muhammad Jassem Khodayyir (ex-ministro dell'immigrazione)